# Horní Planá
Pour les articles homonymes, voir Planá.
Horní Planá (en allemand : Oberplan) est une ville du district de Český Krumlov, dans la région de Bohême-du-Sud, en République tchèque. Sa population s'élevait à 1 980 habitants en 2024.

## Géographie

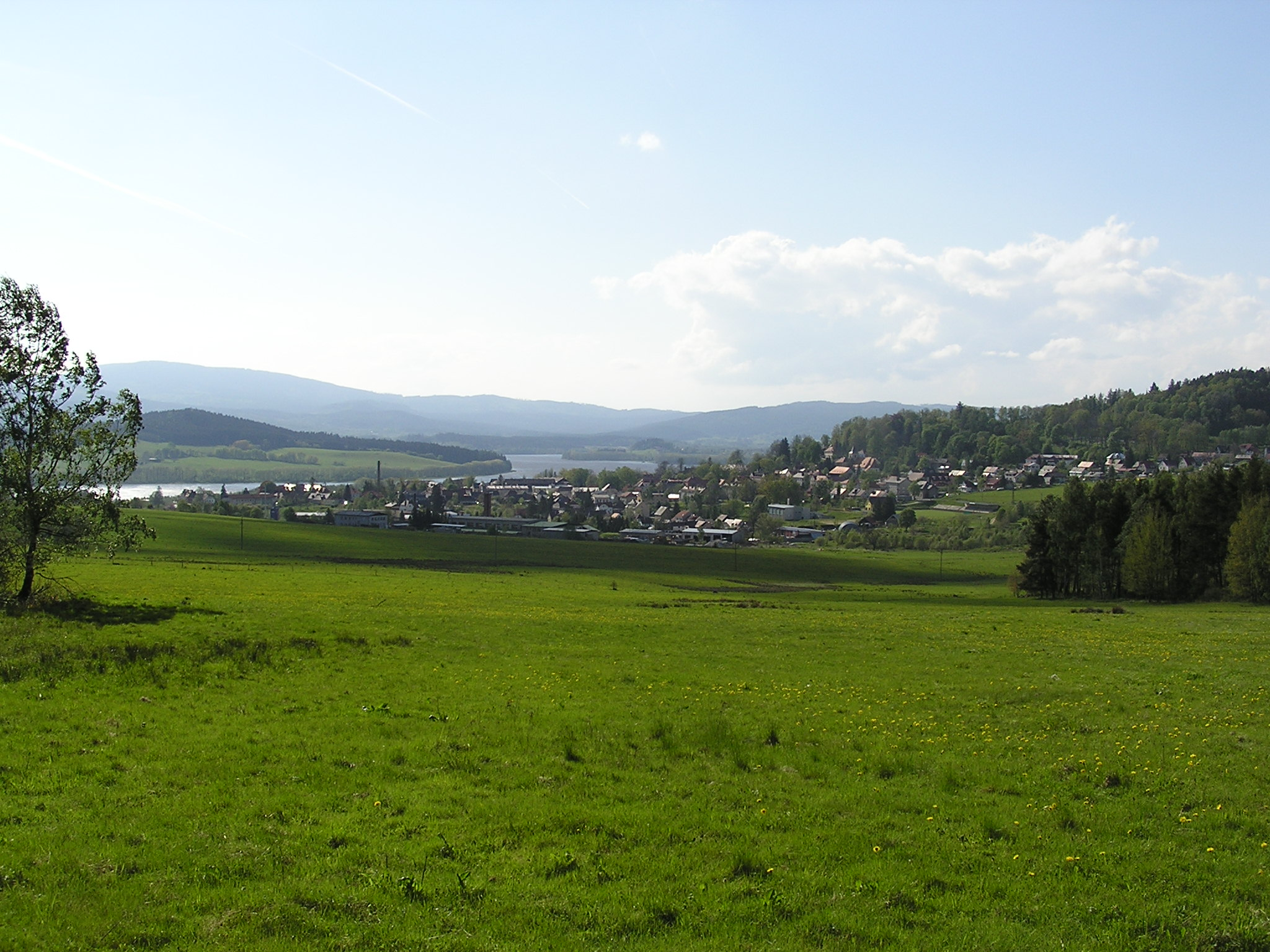
Vue sur la vallée de la Vltava.

La commune est située dans les montagnes de la forêt de Bohême (Šumava), près de la frontière avec l'Autriche, au sein du parc national de Šumava. Son territoire est traversé par le réservoir de Lipno, un lac artificiel formé par le barrage de Lipno, construit dans les années 1950 sur le cours de la Vltava. 
Le centre-ville de Horní Planá se trouve sur la rive gauche (nord) du réservoir, à 22 km à l'ouest-sud-ouest de Český Krumlov, à 41 km au sud-ouest de České Budějovice et à 149 km au sud-sud-ouest de Prague. La commune est limitée par le vaste terrain militaire de Boletice au nord, par Černá v Pošumaví à l'est et au sud-est, par Aigen-Schlägl et Ulrichsberg en Autriche au sud et au sud-ouest, ainsi que par Nová Pec et Želnava appartenant au district de Prachatice au nord-ouest.

## Galerie

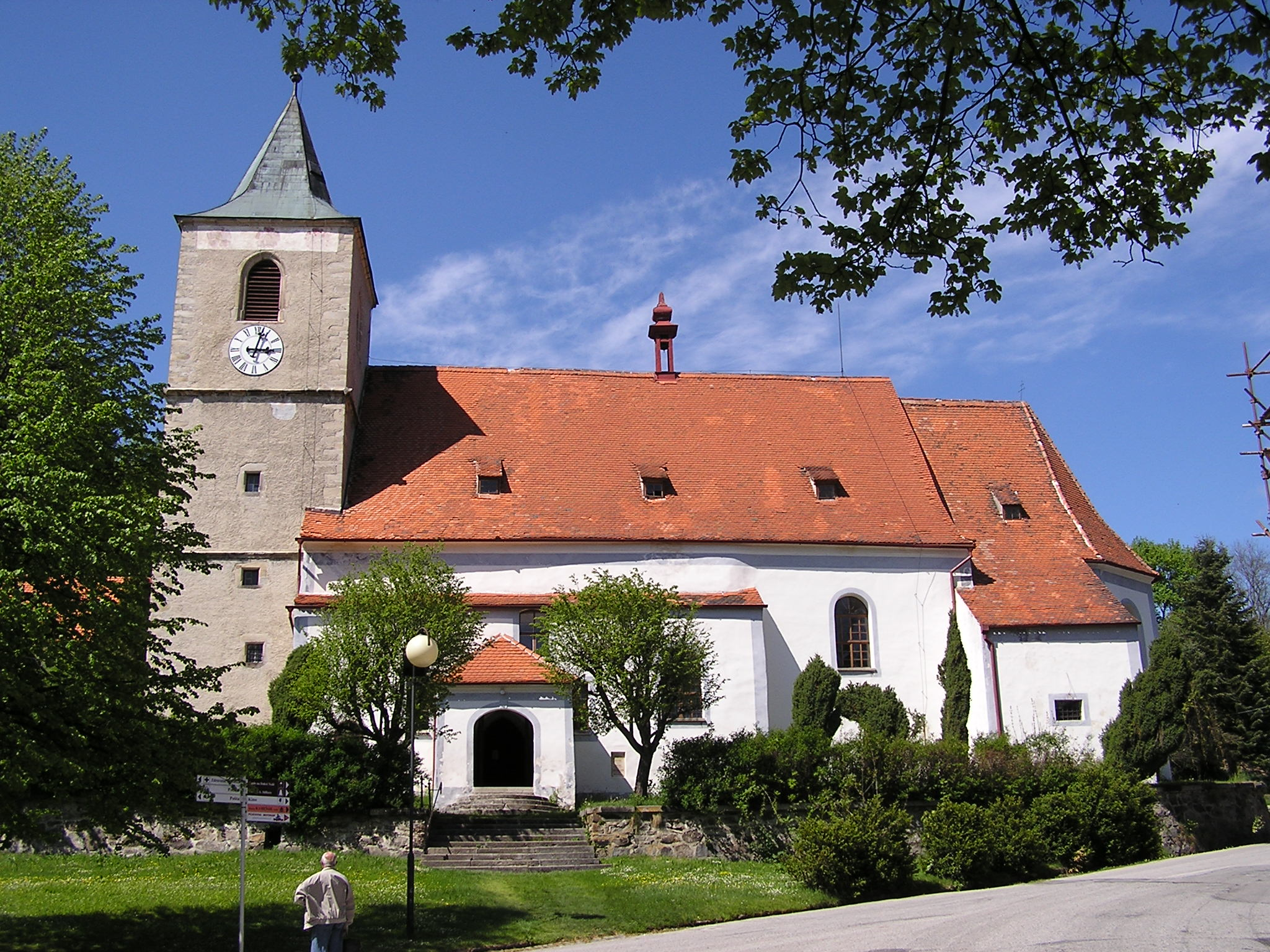
L'église Sainte-Marguerite.
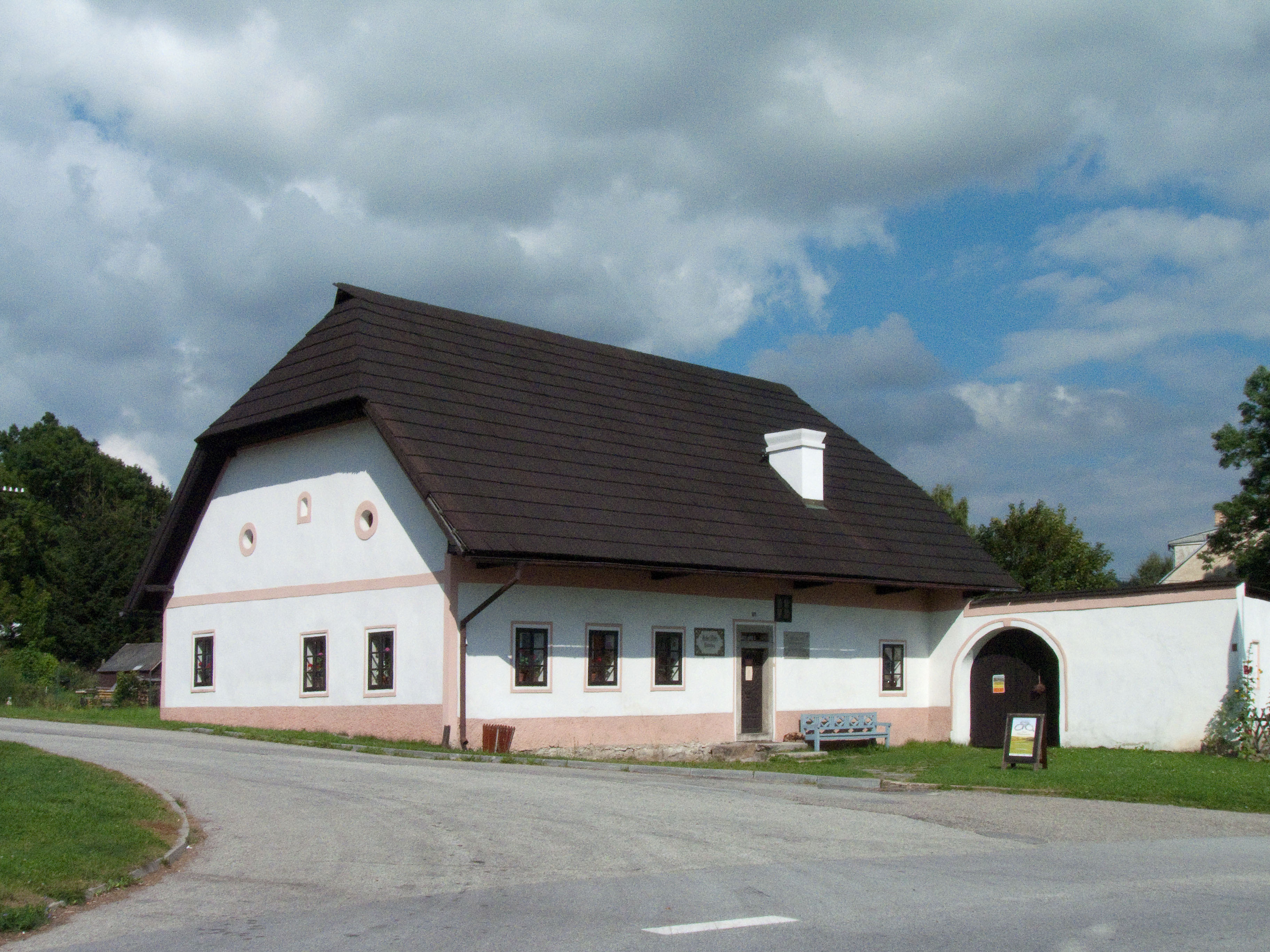
La maison natale d'Adalbert Stifter.

## Histoire

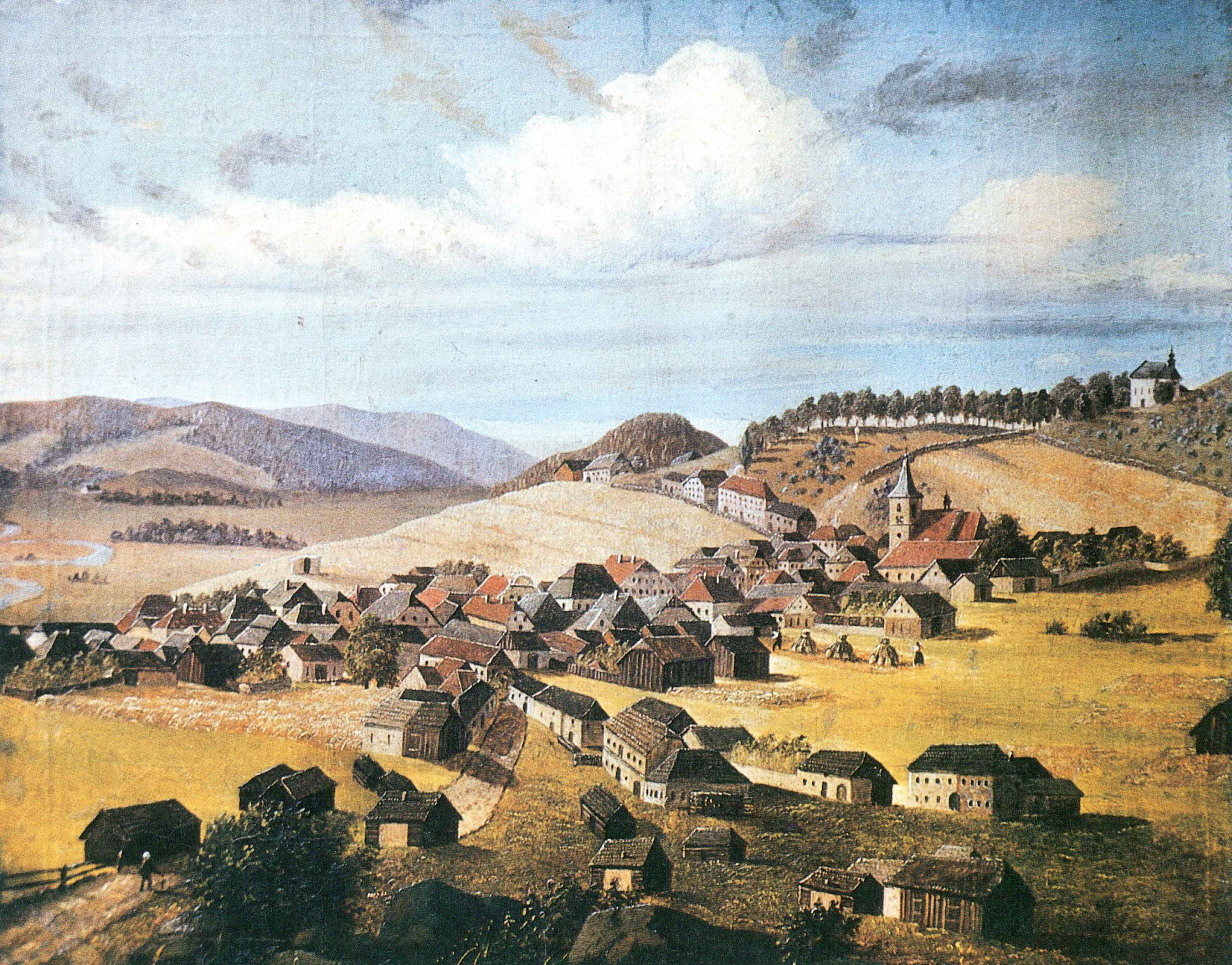
Vue d'Oberplan, une peinture d'Adalbert Stifter (1823).

La première mention écrite de la localité date de 1263, en ce temps une possession du monastère cistercien de Zlatá Koruna (Goldenkron) fondée par le roi Ottokar II de Bohême. En 1349, le lieu obtint le droit de tenir marché par décret du roi Charles IV.
Au cours des croisades contre les hussites, en 1420, les biens du couvent furent sécularisés et deviennent partie intégrante de la seigneurie de Krumlov (Krumau) sous le règne de la noble famille des Rožmberkové. En 1568, l'empereur Maximilien II de Habsbourg conféra à Horní Planá les armoiries, dérivées des armes de la famille Orsini, les éventuels ancêtres des propriétaires.
Après la Première Guerre mondiale, la région à majorité germanophone passa à la nouvelle République tchécoslovaque entérinée par le traité de Saint-Germain-en-Laye. En 1938, les accords de Munich permettent à l'Allemagne nazie d'annexer le territoire qui fut rattaché au Reichsgau Oberdonau. À la suite de la Seconde Guerre mondiale, la population allemande restée fut expulsée sur la base des décrets Beneš.

## Administration
La commune se compose de huit sections :
- Bližší Lhota (Přední Štifta)
- Hodňov
- Horní Planá
- Hory
- Hůrka
- Olšina (Dlouhé Mosty)
- Pernek
- Žlábek

## Personnalités
- Adalbert Stifter (1805-1868), écrivain et peintre ;
- Engelmar Unzeitig (1911-1945), prêtre et martyr, pasteur dans la paroisse de Glöckelberg (Zvonková) à partir 1940.